# Онифери
Онифѐри (на италиански: Oniferi; на сардински: Onièri, Ониери) е село и община в Южна Италия, провинция Нуоро, автономен регион и остров Сардиния. Разположено е на 478 m надморска височина. Населението на общината е 930 души (към 2010 г.).